# Конвой «Вевак-Голландія № 6»
Конвой «Вевак-Холландія № 6» — японський конвой часів Другої світової війни, проведення якого відбувалось у грудні 1943-го — січні 1944-го.
Вихідним пунктом конвою став Палау — важливий транспортний хаб на заході Каролінських островів. Метою операції було постачання баз на північному узбережжі Нової Гвінеї в Холландії (наразі Джаяпура) та Веваку (тут перебував головний японський гарнізон на острові).
До складу конвою увійшли транспорти «Кібі-Мару» та «Таєй-Мару» (Taiei Maru), тоді як охорону забезпечував мисливець за підводними човнами CH-26.
Загін вийшов з порту 26 грудня 1943-го, 30 грудня прибув до Веваку, швидко розвантажився та 31 грудня рушив назад.
У якийсь момент охорону підсилив мисливець за підводними човнами CH-35, а 5 січня 1944-го конвой повернувся на Палау. (також є відомості про підсилення охорони допоміжним мисливцем за підводними човнами CHa-10, втім, за іншими даними він в цей період супроводжував конвой «Вевак-Голландія № 7»).